# Stop! In the Name of Love
Stop! In the Name of Love es una canción grabada en 1965 por The Supremes bajo el sello de Motown.
Escrita y producida por el equipo de producción principal de Holland–Dozier–Holland, Stop! In the Name of Love ocupó la posición número uno de la lista de sencillos pop de Billboard en los Estados Unidos, del 27 de marzo de 1965 hasta el 3 de abril del mismo año, y alcanzó el segundo puesto en la lista de soul.
Billboard colocó la canción en el puesto 38 de su lista de las 100 Mejores Canciones de Grupos Femeninos de Todos los Tiempos. La BBC la colocó en el número 56 de su lista Top 100 Digital Motown, que clasifica los lanzamientos de Motown de todos los tiempos según sus descargas y transmisiones en el Reino Unido.
En 2001, la grabación de 1965 entró en el Salón de la Fama de los Grammy.
En 2021, fue colocada en el puesto 254 del Top 500 de las Mejores Canciones de Todos los Tiempos de Rolling Stone.

## Historia
La canción fue escrita por Eddie Holland, Lamont Dozier y Brian Holland. Dozier dijo que se le ocurrió la idea después de que su novia lo engañara. En el calor de la discusión, él dijo: Baby, please stop. In the name of love - before you break my heart. «Nena, detente por favor. En el nombre del amor - antes de que rompas mi corazón.»
Las Supremes grabaron la canción en enero de 1965 y lanzaron el sencillo el 8 de febrero. La canción fue incluida en el sexto álbum de las Supremes More Hits by The Supremes, y fue nominada a la Mejor Interpretación Vocal de un Grupo contemporáneo de Rock & Roll de los premios Grammy de 1966, perdiendo ante Flowers on the Wall, de The Statler Brothers.
La revista Cash Box la describió como «un romance conmovedor de pop-blues sobre una chica que advierte a su novio que vaya un poco más despacio» que debía «seguir en la fantástica forma [de las Supremes] de subir en las listas.» Record World escribió «Estas chicas son imparables. Y así tienen otra [canción] que está en camino al primer puesto. Diana, Florence y Marie tienen la habilidad al igual que su base en casa, Motown Records».
La coreografía para esta canción incluía una mano en la cintura y la otra extendida en un gesto de «alto». Las Supremes hicieron una interpretación en un episodio del programa de variedad Shindig! de la ABC, que salió al aire el 24 de febrero de 1965.

## Créditos
- Diana Ross: voz principal.
- Florence Ballard, Mary Wilson y The Andantes (Jackie Hicks, Marlene Barrow y Louvain Demps): coros.
- The Funk Brothers: instrumentos.
  - Johnny Griffith – órgano.
  - James Gittens – piano.
  - Joe Messina – guitarra.
  - James Jamerson – bajo.
  - Benny Benjamin – batería.
  - Jack Ashford – vibráfono.
  - Mike Terry – saxofón barítono.[11]